# Aculeola nigra
Aculeola nigra är en hajart som beskrevs av de Buen 1959. Aculeola nigra ingår i släktet Aculeola och familjen lanternhajar. Inga underarter finns listade i Catalogue of Life.
Arten förekommer i havet utanför Peru och norra Chile. Den vistas i områden som ligger 110 till 730 meter under havsytan. Exemplaren blir maximal 67 cm långa. Könsmognaden infaller vid en genomsnittlig längd av 38 cm. Honor lägger inga ägg utan föder 3 till 19 levande ungar som vid födelsen är 13 till 17 cm långa.
Flera exemplar hamnar som bifångst i fiskenät. Hela populationen minskar lite. IUCN kategoriserar arten globalt som nära hotad.